# Alpesisí a 2010. évi téli olimpiai játékokon
A 2010. évi téli olimpiai játékokon az alpesisí versenyszámait a whistleri Whistler Creekside síközpontban rendezték meg február 13. és 27. között.
A férfiaknak és a nőknek egyaránt 5-5 versenyszámban osztottak érmeket.

## Kvalifikáció
Az alpesisí versenyszámaiban a kvalifikáció 2008 júliusában kezdődött és 2010. január 25-éig tartott.
A kvalifikáció szabályai közé tartozott, hogy a tíz versenyszámban összesen háromszázhúsz induló lehetett, egy nemzet legfeljebb huszonkét versenyzőt nevezhetett (maximum tizennégy férfi vagy tizennégy női sportolót), egy versenyszámban egy nemzet pedig legfeljebb négy versenyzővel vehetett részt.

## Részt vevő nemzetek
Az alábbi táblázat tartalmazza az induló versenyzők számát nemzetenként. A táblázat a kinyit gombra kattintva nyitható.
| Nemzet                  | Férfi | Női | Összesen |
| ----------------------- | ----- | --- | -------- |
| Albánia                 | 1     |     | 1        |
| Andorra                 | 2     | 2   | 4        |
| Argentína               | 2     | 3   | 5        |
| Ausztrália              | 2     |     | 2        |
| Ausztria                | 11    | 8   | 19       |
| Azerbajdzsán            | 1     | 1   | 2        |
| Belgium                 | 2     | 1   | 3        |
| Bosznia-Hercegovina     | 1     | 2   | 3        |
| Belgium                 | 1     | 1   | 2        |
| Brazília                |       | 1   | 1        |
| Bulgária                | 2     | 1   | 3        |
| Chile                   | 2     | 1   | 3        |
| Ciprus                  | 1     | 1   | 2        |
| Csehország              | 5     | 3   | 8        |
| Dánia                   | 2     | 1   | 3        |
| Dél-afrikai Köztársaság | 1     |     | 1        |
| Dél-Korea               | 2     | 1   | 3        |
| Egyesült Államok        | 10    | 10  | 20       |
| Észtország              | 1     | 1   | 2        |
| Fehéroroszország        |       | 2   | 2        |
| Finnország              | 2     | 2   | 4        |
| Franciaország           | 10    | 12  | 22       |
| Grúzia                  | 2     | 1   | 3        |
| Ghána                   | 1     |     | 1        |
| Görögország             | 2     | 1   | 3        |
| Horvátország            | 5     | 5   | 10       |
| Izland                  | 3     | 1   | 4        |
| India                   | 1     |     | 1        |
| Irán                    | 2     | 1   | 3        |
| Írország                | 1     | 1   | 2        |
| Izrael                  | 1     |     | 1        |
| Japán                   | 2     | 1   | 3        |
| Kajmán-szigetek         | 1     |     | 1        |
| Kanada                  | 12    | 9   | 21       |
| Kazahsztán              | 1     | 1   | 2        |
| Kína                    | 1     | 1   | 2        |
| Kirgizisztán            | 1     |     | 1        |
| Kolumbia                |       | 1   | 1        |
| Lettország              | 2     | 1   | 3        |
| Lengyelország           |       | 1   | 1        |
| Libanon                 | 1     | 2   | 3        |
| Liechtenstein           | 1     | 2   | 3        |
| Litvánia                | 1     |     | 1        |
| Macedónia               | 1     |     | 1        |
| Magyarország            | 1     | 2   | 3        |
| Mexikó                  | 1     |     | 1        |
| Moldova                 | 2     |     | 2        |
| Monaco                  |       | 1   | 1        |
| Montenegró              | 1     |     | 1        |
| Marokkó                 | 1     |     | 1        |
| Nagy-Britannia          | 3     | 1   | 4        |
| Németország             | 2     | 7   | 9        |
| Norvégia                | 5     | 1   | 6        |
| Olaszország             | 12    | 9   | 21       |
| Oroszország             | 3     | 2   | 5        |
| Örményország            | 1     | 1   | 2        |
| Pakisztán               | 1     |     | 1        |
| Peru                    | 1     | 1   | 2        |
| Románia                 | 2     | 1   | 3        |
| San Marino              | 1     |     | 1        |
| Szenegál                | 1     |     | 1        |
| Szerbia                 |       | 3   | 3        |
| Szlovénia               | 10    | 3   | 13       |
| Szlovákia               | 1     | 2   | 3        |
| Spanyolország           | 2     | 3   | 5        |
| Svédország              | 7     | 5   | 12       |
| Svájc                   | 9     | 5   | 14       |
| Tádzsikisztán           | 1     |     | 1        |
| Törökország             | 1     | 1   | 2        |
| Új-Zéland               | 2     |     | 2        |
| Ukrajna                 | 1     | 2   | 3        |
| Üzbegisztán             | 1     | 1   | 2        |
| Összes versenyző        | 176   | 131 | 309      |
| Összes nemzet           | 66    | 51  | 71       |

## Összesített éremtáblázat
(A rendező nemzet csapata eltérő háttérszínnel, az egyes számoszlopok legmagasabb értéke, vagy értékei vastagítással kiemelve.)
| A 2010. évi téli olimpiai játékok éremtáblázata alpesisíben | A 2010. évi téli olimpiai játékok éremtáblázata alpesisíben | A 2010. évi téli olimpiai játékok éremtáblázata alpesisíben | A 2010. évi téli olimpiai játékok éremtáblázata alpesisíben | A 2010. évi téli olimpiai játékok éremtáblázata alpesisíben | Olimpia  |
| ----------------------------------------------------------- | ----------------------------------------------------------- | ----------------------------------------------------------- | ----------------------------------------------------------- | ----------------------------------------------------------- | -------- |
|                                                             | Ország                                                      | Arany                                                       | Ezüst                                                       | Bronz                                                       | Összesen |
| 1.                                                          | Németország (GER)                                           | 3                                                           | 0                                                           | 0                                                           | 3        |
| 2.                                                          | Egyesült Államok (USA)                                      | 2                                                           | 3                                                           | 3                                                           | 8        |
| 3.                                                          | Svájc (SUI)                                                 | 2                                                           | 0                                                           | 1                                                           | 3        |
| 4.                                                          | Norvégia (NOR)                                              | 1                                                           | 2                                                           | 1                                                           | 4        |
| 5.                                                          | Ausztria (AUT)                                              | 1                                                           | 1                                                           | 2                                                           | 4        |
| 6.                                                          | Olaszország (ITA)                                           | 1                                                           | 0                                                           | 0                                                           | 1        |
|                                                             |                                                             |                                                             |                                                             |                                                             |          |
| 7.                                                          | Horvátország (CRO)                                          | 0                                                           | 2                                                           | 0                                                           | 2        |
|                                                             | Szlovénia (SLO)                                             | 0                                                           | 2                                                           | 0                                                           | 2        |
|                                                             |                                                             |                                                             |                                                             |                                                             |          |
| 9.                                                          | Svédország (SWE)                                            | 0                                                           | 0                                                           | 2                                                           | 2        |
| 10.                                                         | Csehország (CZE)                                            | 0                                                           | 0                                                           | 1                                                           | 1        |
|                                                             |                                                             |                                                             |                                                             |                                                             |          |
| Összesen                                                    | Összesen                                                    | 10                                                          | 10                                                          | 10                                                          | 30       |

## Férfi

### Éremtáblázat
| A 2010. évi téli olimpiai játékok éremtáblázata férfi alpesisíben | A 2010. évi téli olimpiai játékok éremtáblázata férfi alpesisíben | A 2010. évi téli olimpiai játékok éremtáblázata férfi alpesisíben | A 2010. évi téli olimpiai játékok éremtáblázata férfi alpesisíben | A 2010. évi téli olimpiai játékok éremtáblázata férfi alpesisíben | Olimpia  |
| ----------------------------------------------------------------- | ----------------------------------------------------------------- | ----------------------------------------------------------------- | ----------------------------------------------------------------- | ----------------------------------------------------------------- | -------- |
|                                                                   | Ország                                                            | Arany                                                             | Ezüst                                                             | Bronz                                                             | Összesen |
| 1.                                                                | Svájc (SUI)                                                       | 2                                                                 | 0                                                                 | 1                                                                 | 3        |
| 2.                                                                | Norvégia (NOR)                                                    | 1                                                                 | 2                                                                 | 1                                                                 | 4        |
| 3.                                                                | Egyesült Államok (USA)                                            | 1                                                                 | 1                                                                 | 2                                                                 | 4        |
| 4.                                                                | Olaszország (ITA)                                                 | 1                                                                 | 0                                                                 | 0                                                                 | 1        |
|                                                                   |                                                                   |                                                                   |                                                                   |                                                                   |          |
| 5.                                                                | Horvátország (CRO)                                                | 0                                                                 | 2                                                                 | 0                                                                 | 2        |
|                                                                   |                                                                   |                                                                   |                                                                   |                                                                   |          |
| 6.                                                                | Svédország (SWE)                                                  | 0                                                                 | 0                                                                 | 1                                                                 | 1        |
|                                                                   |                                                                   |                                                                   |                                                                   |                                                                   |          |
| Összesen                                                          | Összesen                                                          | 5                                                                 | 5                                                                 | 5                                                                 | 15       |

### Érmesek
| Versenyszám            | Arany                                | Arany   | Ezüst                                | Ezüst   | Bronz                                     | Bronz   |
| ---------------------- | ------------------------------------ | ------- | ------------------------------------ | ------- | ----------------------------------------- | ------- |
| Alpesi összetett       | Bode Miller · Egyesült Államok (USA) | 2:44,92 | Ivica Kostelić · Horvátország (CRO)  | 2:45,25 | Silvan Zurbriggen · Svájc (SUI)           | 2:45,32 |
| Lesiklás               | Didier Défago · Svájc (SUI)          | 1:54,31 | Aksel Lund Svindal · Norvégia (NOR)  | 1:54,38 | Bode Miller · Egyesült Államok (USA)      | 1:54,40 |
| Műlesiklás             | Giuliano Razzoli · Olaszország (ITA) | 1:39,32 | Ivica Kostelić · Horvátország (CRO)  | 1:39,48 | André Myhrer · Svédország (SWE)           | 1:39,76 |
| Óriás-műlesiklás       | Carlo Janka · Svájc (SUI)            | 2:37,83 | Kjetil Jansrud · Norvégia (NOR)      | 2:38,22 | Aksel Lund Svindal · Norvégia (NOR)       | 2:38,44 |
| Szuperóriás-műlesiklás | Aksel Lund Svindal · Norvégia (NOR)  | 1:30,34 | Bode Miller · Egyesült Államok (USA) | 1:30,62 | Andrew Weibrecht · Egyesült Államok (USA) | 1:30,65 |

## Női

### Éremtáblázat
| A 2010. évi téli olimpiai játékok éremtáblázata női alpesisíben | A 2010. évi téli olimpiai játékok éremtáblázata női alpesisíben | A 2010. évi téli olimpiai játékok éremtáblázata női alpesisíben | A 2010. évi téli olimpiai játékok éremtáblázata női alpesisíben | A 2010. évi téli olimpiai játékok éremtáblázata női alpesisíben | Olimpia  |
| --------------------------------------------------------------- | --------------------------------------------------------------- | --------------------------------------------------------------- | --------------------------------------------------------------- | --------------------------------------------------------------- | -------- |
|                                                                 | Ország                                                          | Arany                                                           | Ezüst                                                           | Bronz                                                           | Összesen |
| 1.                                                              | Németország (GER)                                               | 3                                                               | 0                                                               | 0                                                               | 3        |
| 2.                                                              | Egyesült Államok (USA)                                          | 1                                                               | 2                                                               | 1                                                               | 4        |
| 3.                                                              | Ausztria (AUT)                                                  | 1                                                               | 1                                                               | 2                                                               | 4        |
|                                                                 |                                                                 |                                                                 |                                                                 |                                                                 |          |
| 4.                                                              | Szlovénia (SLO)                                                 | 0                                                               | 2                                                               | 0                                                               | 2        |
|                                                                 |                                                                 |                                                                 |                                                                 |                                                                 |          |
| 5.                                                              | Svédország (SWE)                                                | 0                                                               | 0                                                               | 1                                                               | 1        |
| 5.                                                              | Csehország (CZE)                                                | 0                                                               | 0                                                               | 1                                                               | 1        |
|                                                                 |                                                                 |                                                                 |                                                                 |                                                                 |          |
| Összesen                                                        | Összesen                                                        | 5                                                               | 5                                                               | 5                                                               | 15       |

### Érmesek
| Versenyszám            | Arany                                   | Arany   | Ezüst                                  | Ezüst   | Bronz                                 | Bronz   |
| ---------------------- | --------------------------------------- | ------- | -------------------------------------- | ------- | ------------------------------------- | ------- |
| Alpesi összetett       | Maria Riesch · Németország (GER)        | 2:09,14 | Julia Mancuso · Egyesült Államok (USA) | 2:10,08 | Anja Pärson · Svédország (SWE)        | 2:10,19 |
| Lesiklás               | Lindsey Vonn · Egyesült Államok (USA)   | 1:44,19 | Julia Mancuso · Egyesült Államok (USA) | 1:44,75 | Elisabeth Görgl · Ausztria (AUT)      | 1:45,65 |
| Műlesiklás             | Maria Riesch · Németország (GER)        | 1:42,89 | Marlies Schild · Ausztria (AUT)        | 1:43,32 | Šárka Záhrobská · Csehország (CZE)    | 1:43,90 |
| Óriás-műlesiklás       | Viktoria Rebensburg · Németország (GER) | 2:27,11 | Tina Maze · Szlovénia (SLO)            | 2:27,15 | Elisabeth Görgl · Ausztria (AUT)      | 2:27,25 |
| Szuperóriás-műlesiklás | Andrea Fischbacher · Ausztria (AUT)     | 1:20,14 | Tina Maze · Szlovénia (SLO)            | 1:20,63 | Lindsey Vonn · Egyesült Államok (USA) | 1:20,88 |

## Magyar szereplés
A Magyar Olimpiai Bizottság célkitűzése ebben a szakágban a kvalifikáció megszerzése volt.
Férfi
| Versenyző   | Versenyszám      | Helyezés               |
| ----------- | ---------------- | ---------------------- |
| Bene Márton | Műlesiklás       | az 1. futamban kiesett |
| Bene Márton | Óriás-műlesiklás | 71.                    |

Női
| Versenyző   | Versenyszám            | Helyezés               |
| ----------- | ---------------------- | ---------------------- |
| Berecz Anna | Lesiklás               | 35.                    |
| Berecz Anna | Műlesiklás             | 45.                    |
| Berecz Anna | Óriás-műlesiklás       | 42.                    |
| Berecz Anna | Szuperóriás-műlesiklás | nem ért célba          |
| Berecz Anna | Összetett              | 27.                    |
| Döme Zsófia | Műlesiklás             | 44.                    |
| Döme Zsófia | Óriás-műlesiklás       | az 1. futamban kiesett |
| Döme Zsófia | Szuperóriás-műlesiklás | 36.                    |